# Spectrumcontinuatieanalyse
Spectrumcontinuatieanalyse (SCA) is een generalisatie van het concept van fourieranalyse tot niet-periodieke functies, waarvan slechts een fragment in het tijdsdomein werd gesampled.
Bedenk dat een fourieranalyse slechts geschikt is voor de ontleding van periodieke (en in het tijdsdomein eindige) functies f(x) met periode {\textstyle 2\pi }. De geanalyseerde functie kan dan worden uitgedrukt als de som van een oneindige reeks sinusoïdes:
{\displaystyle f(x)=\sum _{n=-\infty }^{\infty }F_{n}\,e^{inx}}
waarin {\displaystyle F_{n}} de amplitude van de discrete harmonischen voorstelt.
In SCA daarentegen wordt het frequentiespectrum ontleed in geoptimaliseerde discrete frequenties. SCA levert daardoor niet noodzakelijk {\textstyle 2\pi }-periodieke functies op, zoals inherent aan de gewone fourieranalyse. De discrete samenstellende periodieke functies die uit het gesamplede functiefragment kunnen worden gefilterd, zijn dus niet onderhevig aan de fourier-eigenschap dat ze een veelvoud van de fundamentele frequentie (grondtoon) zijn. De functieontleding dient dan voorgesteld te worden met een aanzienlijk universelere uitdrukking:
{\displaystyle f(x)=\sum _{n=-\infty }^{\infty }F_{n}\,e^{i\omega _{n}x}.}     Als x in hertz [1/s] dan ω's in [s]
Als gevolg hiervan, evenals het feit dat de periode van de geanalyseerde functie oneindig of voorlopig onbekend wordt verondersteld, wordt de fourier-techniek onbruikbaar. Voor reële functies kan de SCA-reeks geschreven worden als:
{\displaystyle f(x)=\sum _{n=0}^{\infty }\left[A_{n}\cos(\omega _{n}x)+B_{n}\sin(\omega _{n}x)\right]+C(x),}
waarin An en Bn de amplitudes zijn. Deze amplitudes kunnen slechts opgelost worden, indien de reeks variabelen {\displaystyle \omega _{n}} vooraf wordt geoptimaliseerd in een wenselijke objectfunctie (gewoonlijk de kleinst mogelijke fout op de benaderende functie). De offsetwaarde {\displaystyle C(x)} is niet noodzakelijk de gemiddelde waarde over het beschouwde interval, zoals het geval is bij de gewone fourieranalyse.

## Etymologie
De SCA-methode biedt een oplossing voor de voorspellingsproblematiek bij de voortzetting van een frequentiespectrum buiten het reeds gesamplede (gewoonlijk stochastische) functie- of signaalfragment. In tegenstelling tot de gewone fourieranalyse die tot een oneindige herhaling van een waargenomen signaal of functieverloop aanleiding geeft, zal SCA de exacte samenstellende frequenties uit het geobserveerde spectrum trachten te bepalen, om deze vervolgens te gebruiken voor een voorspelling in het tijdsdomein. In de wetenschappelijke terminologie wordt daarom de voorkeur gegeven aan de term continuering, om het verschil met dan de loutere extrapolatie bij fourieranalyse te benadrukken.

## Algoritme
Een goed SCA-algoritme moet een oplossing voor verscheidene problemen bieden: detrending, decompositie, optimalisatie van de frequentieresolutie, methode van superpositie van de samenstellende functies, transformatie en, zeker niet onbelangrijk, rekentechnische efficiëntie.
Omdat discrete fourier-transformatie inherent verbonden is met gewone fourieranalyse, biedt dit type van spectrumanalyse slechts een suboptimale oplossing voor het decompositieprobleem bij SCA. DFT (of FFT) kan nochtans ingezet worden voor een initiële benadering, die de eigenlijke decompositie aanzienlijk kan versnellen.

## Spectrumdispersie
Vergeleken met DFT (of FFT), die gekenmerkt worden door een perfecte spectrale resolutie met beperkte temporele informatie, biedt SCA gemaximaliseerde temporele informatie, maar resulteert daardoor in aanzienlijk hogere spectrumdispersie. Dit beklemtoont het eigenlijke analytische vermogen van SCA. De frequentiecomponenten zijn in SCA per definitie aanzienlijk beter dan in DFT.